# Хелковский, Август
Август Хелковский (пол. August Chełkowski, 27 февраля 1927, Телквиц, Восточная Пруссия, Германия — 31 октября 1999, Варшава, Польша) — польский политический и государственный деятель, Маршал сената Польши в 1991 — 1993 годах.

## Биография
Окончил физический факультет Познанского университета. В 1963 г. защитил докторскую диссертацию.
В 1956—1967 гг. преподавал в университете Адама Мицкевича в Познани,
в 1967—1968 гг. — в филиале Ягеллонского университета в Катовице.
С 1968 г. — в Силезском университета в Катовице: с 1973 г. — доцент, с 1990 г. — профессор .
В 1982—1985 гг. работал в Центральном совете по науке и высшему образованию.
В 1980 г. вступил в «Солидарность»,
С 1989 г. до своей смерти член Сената,
В 1991—1993 гг. — Маршал сената Польши.